# Ararate (província)
Ararate (em armênio: Արարատ; romaniz.: Ararat;  [ɑɾɑˈɾɑt] (ajuda·info)) é uma das dez províncias da Armênia e a sua capital é Artaxata. Além da capital, conta com três outras comunidades urbanas (Ararate, Vedi e Massis) e 93 comunidades rurais.

## Demografia
|                  | 1991    | 1993    | 1995    | 1997    | 1999    | 2001    | 2002    | 2003    | 2004    | 2005    | 2006    | 2007    |
| ---------------- | ------- | ------- | ------- | ------- | ------- | ------- | ------- | ------- | ------- | ------- | ------- | ------- |
| População        | 278 900 | 279 700 | 269 800 | 269 000 | 268 900 | 271 800 | 271 900 | 272 100 | 272 700 | 273 400 | 274 200 | 275 100 |
| População urbana | 93 900  | 93 000  | 85 100  | 82 900  | 81 300  | 80 600  | 79 900  | 80 100  | 80 300  | 80 500  | 80 700  | 81 000  |
| Fonte : ArmStat  |         |         |         |         |         |         |         |         |         |         |         |         |